# Рейнольдсвілл (Пенсільванія)
Рейнольдсвілл (англ. Reynoldsville) — місто (англ. borough) в США, в окрузі Джефферсон штату Пенсільванія. Населення — 2549 осіб (2020).

## Географія
Рейнольдсвілл розташований за координатами 41°5′41″ пн. ш. 78°53′18″ зх. д. / 41.09472° пн. ш. 78.88833° зх. д. (41.094622, -78.888337).  За даними Бюро перепису населення США в 2010 році місто мало площу 3,87 км², з яких 3,79 км² — суходіл та 0,07 км² — водойми.

## Демографія
Згідно з переписом 2010 року, у селищі мешкало 2759 осіб у 1168 домогосподарствах у складі 728 родин. Густота населення становила 714 осіб/км².  Було 1280 помешкань (331/км²).
Расовий склад населення:
| - 98,4 % — білих - 0,2 % — корінних американців - 0,2 % — чорних або афроамериканців - 0,1 % — азіатів |

До двох чи більше рас належало 1,0 %. Частка іспаномовних становила 1,3 % від усіх жителів.
За віковим діапазоном населення розподілялося таким чином: 23,9 % — особи молодші 18 років, 61,1 % — особи у віці 18—64 років, 15,0 % — особи у віці 65 років та старші. Медіана віку мешканця становила 37,2 року. На 100 осіб жіночої статі у селищі припадало 94,0 чоловіків;  на 100 жінок у віці від 18 років та старших — 91,3 чоловіків також старших 18 років.
Середній дохід на одне домашнє господарство  становив 45 710 доларів США (медіана — 40 121), а середній дохід на одну сім'ю — 53 897 доларів (медіана — 51 875). Медіана доходів становила 45 600 доларів для чоловіків та 26 974 долари для жінок. За межею бідності перебувало 19,5 % осіб, у тому числі 34,3 % дітей у віці до 18 років та 11,2 % осіб у віці 65 років та старших.
Цивільне працевлаштоване населення становило 1214 осіб. Основні галузі зайнятості: освіта, охорона здоров'я та соціальна допомога — 24,6 %, роздрібна торгівля — 14,5 %, виробництво — 13,5 %.